# Walter Mamat
Fritz Walter Mamat (* 21. März 1912 in Memel, Deutsches Reich; † 1976 in Lutherstadt Wittenberg, DDR) war ein deutscher Kunstmaler.

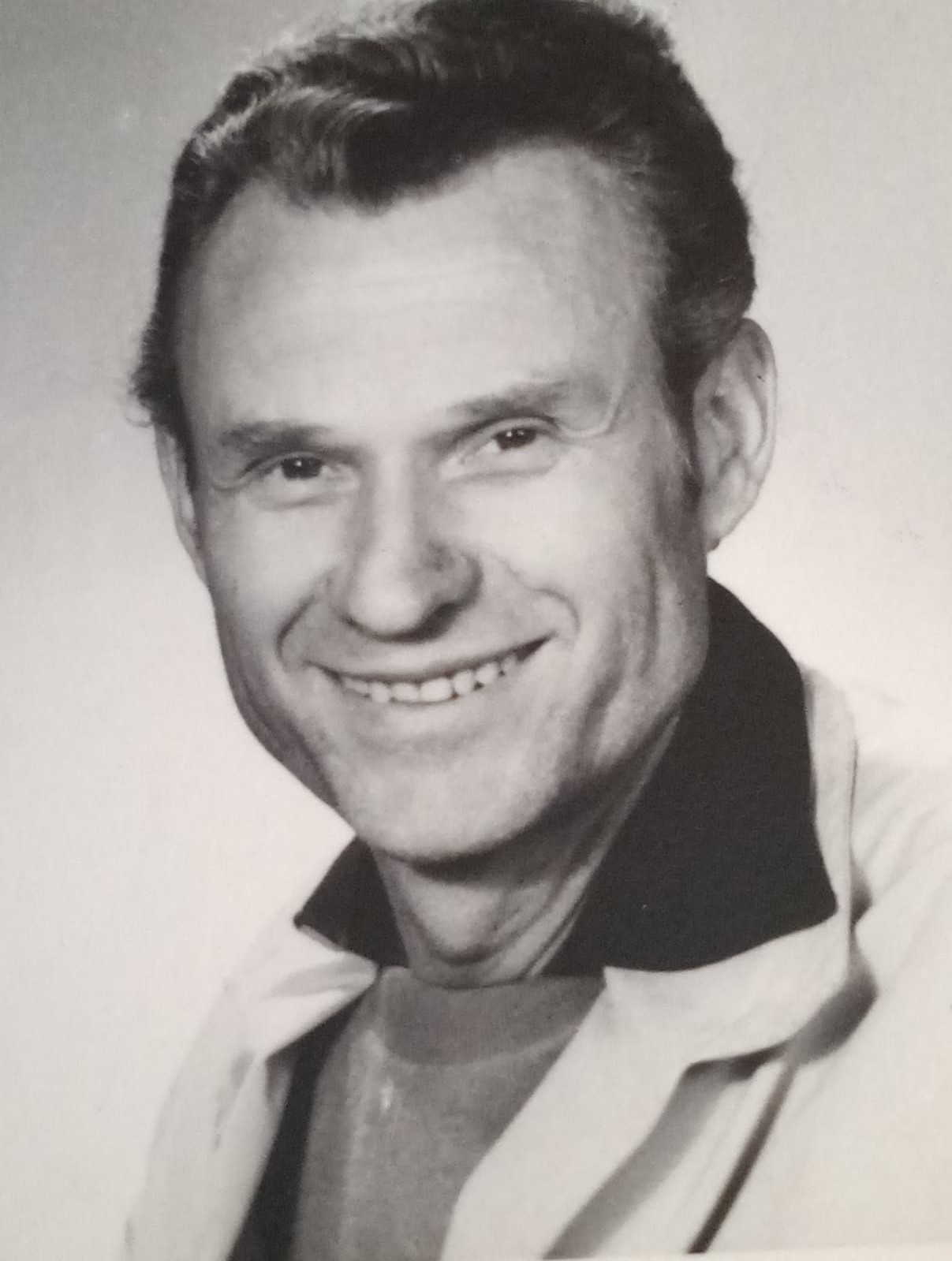
Walter Mamat

## Leben und Werk
Walter Mamats Eltern, der Maurer Rudolf Albert Mamat (geb. 13. April 1873) und die Schneiderin Anna Mamat geborene Doblies (geb. 6. November 1879) heirateten am 10. Dezember 1897 in Bommelsvitte, heute Teil von Klaipeda (damals Memel). Sein Bruder Emil Arthur Mamat wurde am 30. November 1899 im Haus Bommels Vitte 5, und sein Bruder Willy Mamat am 2. April 1902 ebenfalls in Bommelsvitte geboren. Sein Bruder Otto Alfred Mamat wurde am 11. Juni 1903 in Bommelsvitte, sein Bruder Ernst Kurt Mamat am 13. November 1905 in Memel, und sein Bruder Hans Oskar Mamat am 23. November 1906 in Memel geboren. Seine Schwester Anna Helene Mamat kam am 15. September 1908 in Memel, seine Schwester Erna Charlotte Mamat kam am 27. Mai 1913 in Memel, und seine Schwester Christiana Käthe Mamat am 19. Dezember 1914 in Memel zur Welt. Sein Bruder Willy starb mit 13 Jahren am 19. April 1915 im städtischen Krankenhaus in Memel.
Mamat zog 1945 von Memel nach Wittenberg. Dort stellte er direkt nach seiner Ankunft einige seiner Bilder in der Aula des Melanchthon-Gymnasiums aus. Darüber wurde am 5. Januar 1946 in der Beilage der Volks-Zeitung berichtet. Über die Kunstwerke von Mamat wurde wie folgt berichtet: „Der aus Ostpreußen stammende Landschafter W. Mamat hat Bilder seiner Heimat ausgestellt. Seine Arbeiten sind gut und erfreuen durch Farbe und gute Zeichnung.“
Von 1946 bis 1948 studierte er an der Weimarer Kunsthochschule bei Hermann Kirchberger und Otto Herbig. In der Galerie Hennig in Halle (Saale) zeigte Walter Mamat 1949 ein Teil seiner frühen Werke. Es erschien ein 20 Seiten umfassender Ausstellungskatalog. Diesem zufolge waren 20 Ölbilder, 18 Aquarelle und fünf Pastelle ausgestellt: Porträts, Genrebilder, Impressionen der kurischen Nehrung.
Vier Jahre später stellte Mamat zwei seiner Ölbilder auf der 3. Deutschen Kunstausstellung in Dresden aus: Winterabende und Gundel und der Wandteppich (beide von 1952). Bei Gundel handelte es sich um seine Tochter, die vor einem vom Künstler gestalteten Teppich stand.
Gemeinsam mit dem Künstler Karlheinz Wenzel gestaltete Mamat einen Jahreskalender mit Impressionen aus der Stadt Wittenberg und deren Umgebung. Dieser Kalender wurde von der Werbeabteilung des VEB Wittol herausgegeben.
In den 1960er und Anfang der 1970er Jahre wurde Mamat in der sozialistischen Tageszeitung Freiheit häufig als „Maler der Arbeiterklasse“ bezeichnet. Hierbei wurde beispielsweise explizit auf sein Ölbild Gummi-Arbeiterin hingewiesen. Angelika Deparade, eine Arbeiterin des Wittenberger VEB Gummiwerkes Elbe (Elbit) hatte dafür Modell gestanden. Das Werk befindet sich im Bestand des Kunstmuseum Moritzburg Halle (Saale). In dem Wittenberger Gummi-Werk leitete Walter Mamat einen Mal-Zirkel für künstlerisch interessierte Laien. Er gestaltete in einem der Bürogebäude zudem ein sieben mal vier Meter großes Wandbild, das jedoch nach der Wende mit Tapete überklebt wurde.
1974 kam Mamat durch eine Studienreise in die Sowjetunion.

## Nachleben
Nach dem Tod Walter Mamats wurde sein künstlerisches Erbe nicht gepflegt und geriet in Vergessenheit. Mamat wurde vielfach als Künstler des sozialistischen Realismus betrachtet. Ein Ehepaar, das die Villa erwarb, in der Walter Mamat über Jahrzehnte gelebt und gearbeitet hatte, übernahm mit dem Erwerb des Hauses auch unwissentlich den Bestand der Kunstwerke. Diese werden seitdem im Keller gelagert und blieben der Öffentlichkeit verborgen. Mathias Tietke präsentierte im Sommer 2018 einen Querschnitt des Schaffens von Walter Mamat innerhalb der Ausstellung „10 Wittenberger Künstler_innen des 20. Jahrhunderts“ im Alten Rathaus von Wittenberg.
Kunstwerke von Walter Mamat befinden sich größtenteils in Privatbesitz. Drei seiner Bilder mit Motiven der Stadt Memel und der kurischen Nehrung befinden sich im Ostpreußischen Landesmuseum Lüneburg, das Haus der Geschichte Wittenberg bekam ein Konvolut von Mamat-Bildern geschenkt und präsentiert diese in einer sogenannten „Sachzeugensammlung“ online.